# Bartholomeus van Brugge
Bartholomeus van Brugge (Brugge, ca. 1280 - 1356) was een Zuid-Nederlands arts en filosoof.

## Levensloop
Bartholomeus behaalde zijn diploma als geneesheer in 1307 aan de universiteit van Parijs. Hij kwam er onder de invloed van Radulphus Brito. Hij werd de lijfarts van de graaf van Blois, Guy I.

## Werken
- Commentaren op Aristoteles
- Geschriften over geneeskunde
- Natuurkunde
- De anima
- De generatione et corruptione
- Commentaar op Averroes' parafrase van de Poëtica (ed. Dahan 1980)
- Sophismata (diverse betwiste vragen in secundaire bronnen)